# Ton Sieben
Ton Sieben (16 januari 1982) is een Nederlandse musicalzanger en acteur. Hij speelde in maart 2011 de rol van Melchior in de M-Labproductie 'Spring Awakening' en later dat jaar de rol van Chris in de Nederlandse revival van de musical 'Miss Saigon'.
Ton maakte tijdens zijn werk bij de Koninklijke Marechaussee de overstap naar theater in amateurvoorstellingen. Zo speelde hij onder andere de rollen Jean Valjean in 'Les Miserables' en Chauvelin in 'The Scarlet Pimpernel'. Ook maakte hij enkele jaren deel uit van het musicalgezelschap Marcato uit Oss, waar hij onder meer uitblonk in de rol van Judas in een vertolking van delen uit Jesus Christ Superstar.  Later ging hij de opleiding Muziektheater volgen aan het Fontys Conservatorium in Tilburg, eerst als contractstudent en later als voltijdstudent. Hij kreeg zanglessen van onder anderen Ivar Costenoble en Edward Hoepelman en dramalessen van Roeland Vos, Marc Krone, Julia Bless en Oda Buijs. Tijdens zijn studie was hij te zien in de voorstellingen 'A Little Night Music', 'Dracula das Musical' en 'City of Angels'.
Ton speelde de rol van Toon in de televisieserie 'In het Vuur van de Storm' van Virogo Filmproductions.